# Miroslav Kraljević

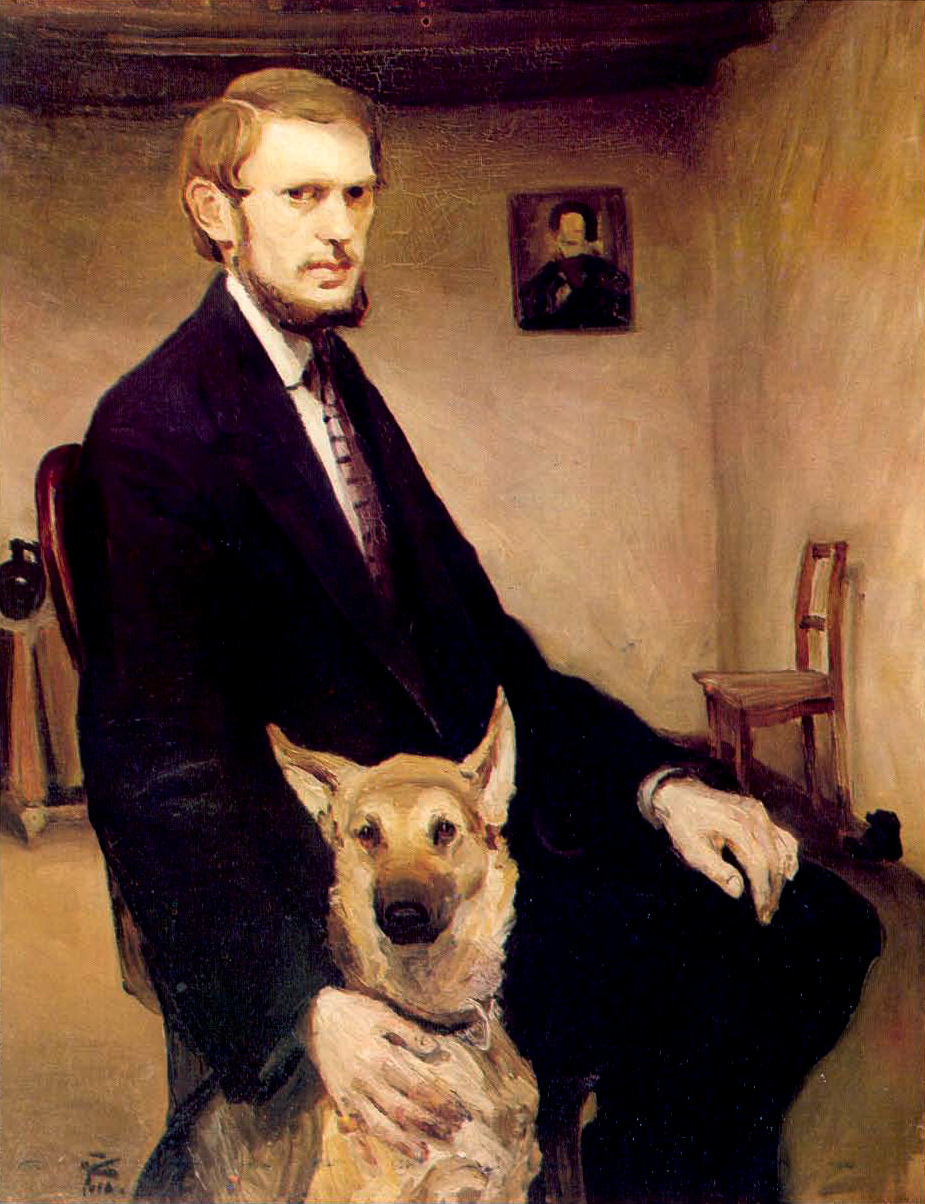
Miroslav Kraljević: Selbstporträt mit Hund, 1910

Miroslav Kraljević (* 14. Dezember 1885 in Gospić, Lika; † 16. April 1913 in Zagreb) war ein kroatischer Maler, Graphiker und Skulpteur. Er gilt als einer der Mitbegründer der Modernen Kunst in Kroatien.

## Leben
Miroslav Kraljević wurde am 14. Dezember 1885 in Gospić geboren. Seine frühe Kindheit bis zur 7. Klasse verbrachte er von 1888 bis 1902, seinen Schulabschluss machte er jedoch im Jahre 1904 Gymnasium in Gospić. Kraljević verließ dann 1904 Kroatien und reiste nach Wien, wo er neben dem Studium der Rechtswissenschaften privat Malunterricht bei George Fischhof nahm. Zwei Jahre später brach er sein Jurastudium ab und widmete sich von da an der Malerei. Nach sieben Monaten in München, schrieb er sich an der Akademie der Bildenden Künste München und wurde Schüler von Hugo von Habermann.
Nach Abschluss seines Studiums in München kehrte Kraljević zu seiner Familie zurück, die zu dem Zeitpunkt nach Požega umgezogen war. Hier verbrachte er die Jahre 1910 und 1911 und malte in dieser Zeit das Selbstbildnis mit Hund (Kroatisch: Autoportret sa psom) und viele seiner bekannten Porträts, Landschaftsmalereien sowie andere Werke. Hier bekam er auch Interesse an der Arbeit mit Skulptur, die er mit Ton, Gips und Bronze herstellte.
Im Herbst 1912 ging Kraljević nach Zagreb, wo er seine erste Einzelausstellung, die einen retrospektiven Charakter hatte, organisierte. Er mietete ein Studio, indem er bis Dezember 1913 weitere Werke malte. Im Dezember 1913 musste er dann zur Behandlung in das Sanatorium nach Berstovca ging. Nach zwei Monaten verließ er die Heilanstalt wieder und kehrte nach Zagreb zurück, erkrankte jedoch am 16. April 1913 stark an Tuberkulose. Zwei Tage später starb er daraufhin mit gerade einmal 27 Jahren. Er wurde im Familiengrab in Požega beigesetzt.

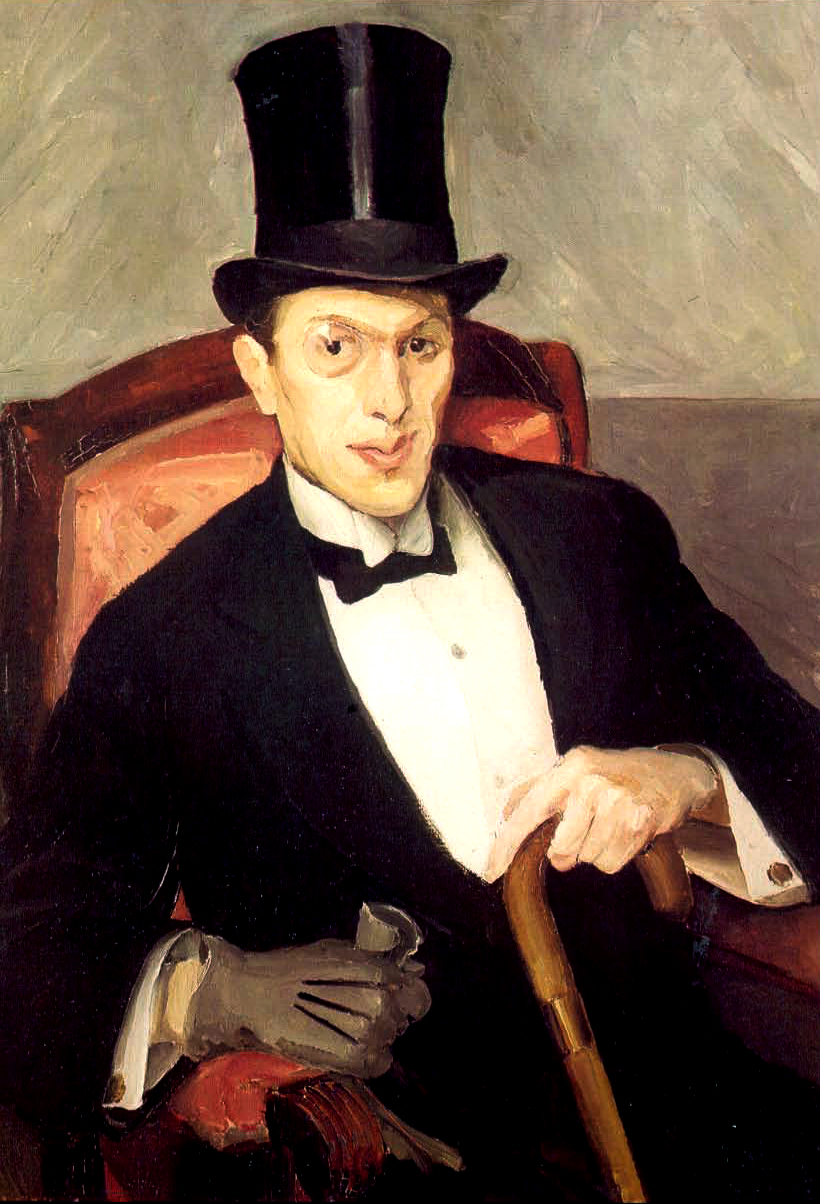
Bonvivant, 1912
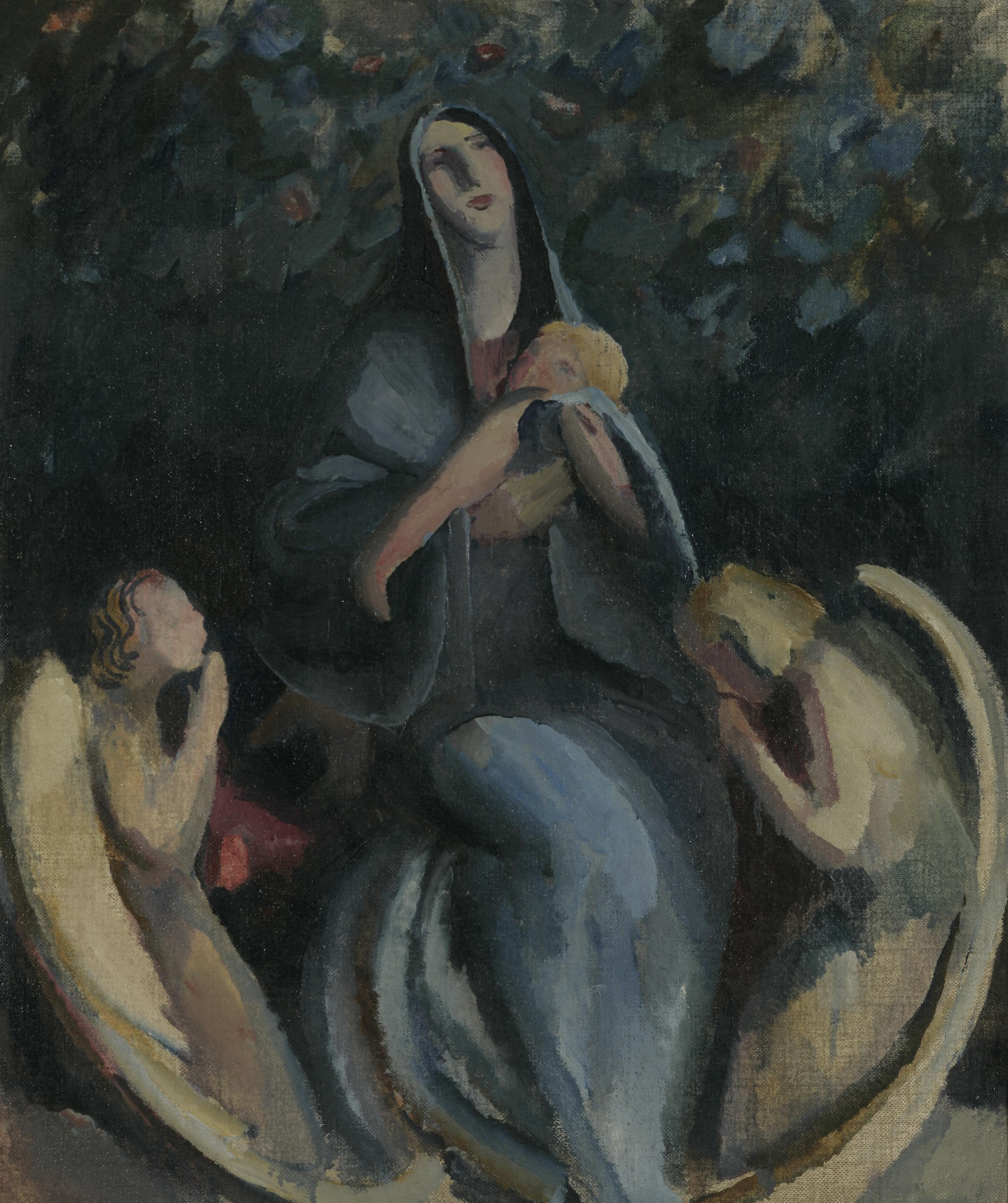
Madonna
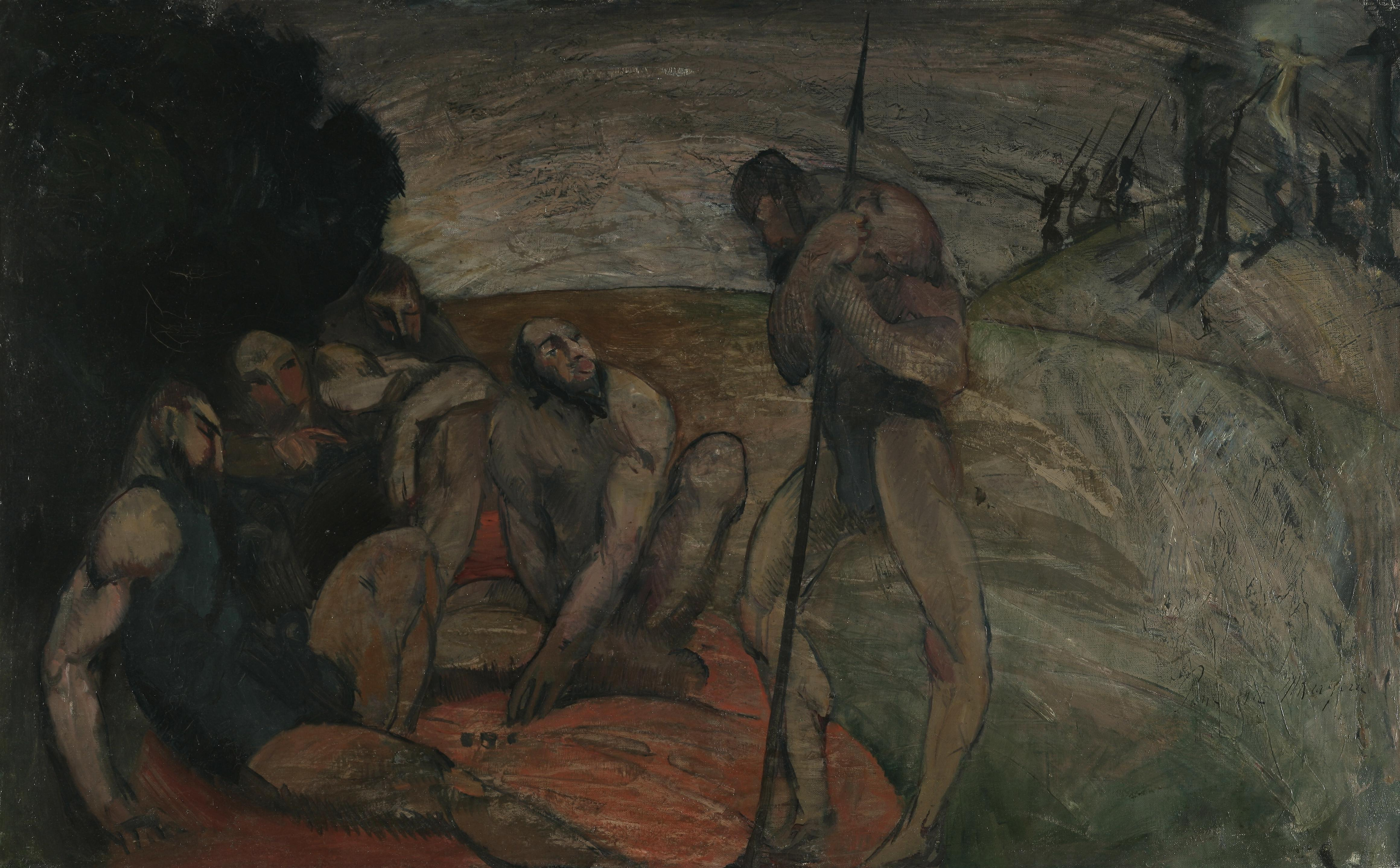
Golgotha